# الخنساء (مسلسل)
الخنساء (مسلسل). يتحدث عن فترة زمنية في الجاهلية ونمط الحياة فيها من حيث المعتقدات والأساطير والخرافات ونظرة البعض للحياة والموت وما يلي الموت.
تم إنتاجه سنة 1977 في الامارات العربية المتحدة (مؤسسة الخليج للأعمال الفنية - دبي) والأردن (عبد الفتاح جبارة- مدير إنتاج)، وهو ملون.
الممثلون: منى واصف (الخنساء)، ونبيل المشيني (أبو شجرة بن عبد العزى)، ومحمد حسن الجندي (صخر بن عمرو بن الشريد)، وأسامة المشيني (معاوية بن عمرو بن الشريد)، ورضوان عقيلي (العباس بن مرداس)، وتيسير عطية (عمرو بن مرداس)، وعبد الرحمن آل رشي (دريد بن الصمة)، وهند طاهر (سلمى)، ونائلة الأطرش (عمرة بنت مرداس)، وانتصار شمة (ريحانة)، وعلى عبد العزيز (ابن ندبة)، وأديب الحافظ (عمرو بن الشريد).